# Brongniartia hirsuta
Brongniartia hirsuta är en ärtväxtart som beskrevs av Per Axel Rydberg. Brongniartia hirsuta ingår i släktet Brongniartia och familjen ärtväxter. Inga underarter finns listade i Catalogue of Life.